# 퀴어영화 20
"퀴어영화 20"은 한국에서 제작된 백인규 감독의 2013년 드라마 영화이다. 정효락 등이 주연으로 출연하였고 백인규 등이 제작에 참여하였다.

## 출연

### 주연
- 정효락
- 윤태우
- 유승원